# Japán az 1956. évi nyári olimpiai játékokon
Japán az ausztráliai Melbourne-ben és a svédországi Stockholmban megrendezett 1956. évi nyári olimpiai játékok egyik részt vevő nemzete volt. Az országot az olimpián 14 sportágban 112 sportoló képviselte, akik összesen 19 érmet szereztek.

## Érmesek
| Érem  | Versenyző                                                                              | Sportág  | Versenyszám            |
| ----- | -------------------------------------------------------------------------------------- | -------- | ---------------------- |
| Arany | Szaszahara Sózó                                                                        | Birkózás | Szabadfogás, 62 kg     |
| Arany | Ikeda Micuo                                                                            | Birkózás | Szabadfogás, 73 kg     |
| Arany | Ono Takasi                                                                             | Torna    | Férfi nyújtó           |
| Arany | Furukava Maszaru                                                                       | Úszás    | Férfi 200 m mell       |
| Ezüst | Kaszahara Sigeru                                                                       | Birkózás | Szabadfogás, 67 kg     |
| Ezüst | Kubota Maszami                                                                         | Torna    | Férfi korlát           |
| Ezüst | Ono Takasi                                                                             | Torna    | Férfi lólengés         |
| Ezüst | Aihara Nobujuki                                                                        | Torna    | Férfi talaj            |
| Ezüst | Ono Takasi                                                                             | Torna    | Férfi egyéni összetett |
| Ezüst | Aihara Nobujuki Cukavaki Sinszaku Kóno Akira Kubota Maszami Ono Takasi Takemoto Maszao | Torna    | Férfi csapat összetett |
| Ezüst | Jamanaka Cujosi                                                                        | Úszás    | Férfi 400 m gyors      |
| Ezüst | Jamanaka Cujosi                                                                        | Úszás    | Férfi 1500 m gyors     |
| Ezüst | Josimura Maszahiro                                                                     | Úszás    | Férfi 200 m mell       |
| Ezüst | Isimoto Takasi                                                                         | Úszás    | Férfi 200 m pillangó   |
| Bronz | Kubota Maszami                                                                         | Torna    | Férfi gyűrű            |
| Bronz | Takemoto Maszao                                                                        | Torna    | Férfi gyűrű            |
| Bronz | Ono Takasi                                                                             | Torna    | Férfi korlát           |
| Bronz | Takemoto Maszao                                                                        | Torna    | Férfi korlát           |
| Bronz | Takemoto Maszao                                                                        | Torna    | Férfi nyújtó           |

## Atlétika
Férfi
| Versenyző                                                  | Versenyszám     | Előfutam | Előfutam | Negyeddöntő | Negyeddöntő | Elődöntő | Elődöntő | Döntő   | Döntő    |
| Versenyző                                                  | Versenyszám     | Idő      | Hely.    | Idő         | Hely.       | Idő      | Hely.    | Idő     | Helyezés |
| ---------------------------------------------------------- | --------------- | -------- | -------- | ----------- | ----------- | -------- | -------- | ------- | -------- |
| Akira Kiyofuji                                             | 100 m           | 10,8     | 4.       | kiesett     | kiesett     | kiesett  | kiesett  | kiesett | kiesett  |
| Akira Kiyofuji                                             | 200 m           | 22,5     | 4.       | kiesett     | kiesett     | kiesett  | kiesett  | kiesett | kiesett  |
| Kyohei Ushio                                               | 200 m           | 22,4     | 5.       | kiesett     | kiesett     | kiesett  | kiesett  | kiesett | kiesett  |
| Kyohei Ushio                                               | 100 m           | 11,0     | 3.       | kiesett     | kiesett     | kiesett  | kiesett  | kiesett | kiesett  |
| Kanji Akagi                                                | 200 m           | 22,1     | 1.       | 21,9        | 5.          | kiesett  | kiesett  | kiesett | kiesett  |
| Kanji Akagi                                                | 400 m           | kizárták | kizárták | kiesett     | kiesett     | kiesett  | kiesett  | kiesett | kiesett  |
| Muroja Jositaka                                            | 800 m           | 1:52,3   | 3.       |             | 1:54,5      | 6.       | kiesett  | kiesett |          |
| Shigeharu Suzuki                                           | 800 m           | 1:54,1   | 5.       |             | kiesett     | kiesett  | kiesett  | kiesett |          |
| Ógusi Keidzsi                                              | 400 m gát       | 53,2     | 3.       |             | kiesett     | kiesett  | kiesett  | kiesett |          |
| Hideo Hamamura                                             | Maraton         |          |          |             |             |          |          | 2:40:53 | 16.      |
| Kurao Hiroshima                                            | Maraton         |          |          |             |             |          |          | 3:04:17 | 33.      |
| Yoshiaki Kawashima                                         | Maraton         |          |          |             |             |          |          | 2:29:19 | 5.       |
| Tadzsima Maszadzsi Kanji Akagi Akira Kiyofuji Kyohei Ushio | 4 × 100 m váltó | 42,2     | 3.       |             | 41,3        | 6.       | kiesett  | kiesett |          |
| Kanji Akagi Ógusi Keidzsi Shigeharu Suzuki Muroja Jositaka | 4 × 400 m váltó | 3:13,8   | 4.       |             | kiesett     | kiesett  |          |         |          |

| Versenyző          | Versenyszám   | Selejtező | Selejtező | Döntő    | Döntő    |
| Versenyző          | Versenyszám   | Eredmény  | Helyezés  | Eredmény | Helyezés |
| ------------------ | ------------- | --------- | --------- | -------- | -------- |
| Yukio Ishikawa     | Magasugrás    | 192 cm    | =13.      | 196 cm   | =12.     |
| Yoshiro Sonoda     | Távolugrás    | 712 cm    | 14.       | kiesett  | kiesett  |
| Tadzsima Maszadzsi | Távolugrás    | 711 cm    | 15.       | kiesett  | kiesett  |
| Teruji Kogake      | Hármasugrás   | 15,63 m   | 1.        | 15,64 m  | 8.       |
| Hiroshi Shibata    | Hármasugrás   | 15,27 m   | 6.        | 15,25 m  | 13.      |
| Szakurai Kódzsi    | Hármasugrás   | 15,49 m   | 3.        | 15,73 m  | 7.       |
| Fumio Kamamoto     | Kalapácsvetés | 44,70 m   | 22.       | kiesett  | kiesett  |
| Yoshio Kojima      | Kalapácsvetés | 53,48 m   | 17.       | kiesett  | kiesett  |

Női
| Versenyző          | Versenyszám   | Selejtező | Selejtező | Döntő    | Döntő    |
| Versenyző          | Versenyszám   | Eredmény  | Helyezés  | Eredmény | Helyezés |
| ------------------ | ------------- | --------- | --------- | -------- | -------- |
| Yoshie Takahashi   | Távolugrás    | 568 cm    | 13.       | kiesett  | kiesett  |
| Nakamura-Josino Ko | Diszkoszvetés | 40,91 m   | 16.       | kiesett  | kiesett  |
| Yoriko Shida       | Gerelyhajítás | 45,37 m   | 8.        | 44,96 m  | 12.      |

## Birkózás
Szabadfogású
| Versenyző         | Versenyszám | 1. forduló                         | 1. forduló | 1. forduló | 2. forduló                         | 2. forduló | 2. forduló | 3. forduló                           | 3. forduló | 3. forduló | 4. forduló                             | 4. forduló | 4. forduló | 5. forduló                          | 5. forduló | 5. forduló | 6. forduló        | 6. forduló | 6. forduló | Döntő                    | Döntő   | Döntő   | Helyezés    |
| Versenyző         | Versenyszám | Ellenfél Eredmény                  | Pont       | Hely.      | Ellenfél Eredmény                  | Pont       | Hely.      | Ellenfél Eredmény                    | Pont       | Hely.      | Ellenfél Eredmény                      | Pont       | Hely.      | Ellenfél Eredmény                   | Pont       | Hely.      | Ellenfél Eredmény | Pont       | Hely.      | Ellenfél Eredmény        | Pont    | Hely.   | Helyezés    |
| ----------------- | ----------- | ---------------------------------- | ---------- | ---------- | ---------------------------------- | ---------- | ---------- | ------------------------------------ | ---------- | ---------- | -------------------------------------- | ---------- | ---------- | ----------------------------------- | ---------- | ---------- | ----------------- | ---------- | ---------- | ------------------------ | ------- | ------- | ----------- |
| Tadashi Asai      | 52 kg       | Baban Daware (IND) · kétvállas     | 0          | =1.        | Mirian Calkalamanidze (URS) · 1-2  | 2          | =3.        | André Zoete (FRA) · 3-0              | 3          | 4.         | Mohammad Ali Khojastehpour (IRI) · 0-3 | 6          | 4.         | kiesett                             | kiesett    | kiesett    |                   |            |            | kiesett                  | kiesett | kiesett | 4.          |
| Minoru Iizuka     | 57 kg       | Mustafa Dağıstanlı (TUR) · 0-3     | 3          | =8.        | Tauno Jaskari (FIN) · 3-0          | 4          | =7.        | Adolfo Díaz (ARG) · kétvállas        | 4          | 5.         | Lee Sang-gyun (KOR) · 3-0              | 5          | 5.         |                                     |            |            |                   |            |            | kiesett                  | kiesett | kiesett | 5.          |
| Szaszahara Sózó   | 62 kg       | Muhammad Nazir (PAK) · 3-0         | 1          | =4.        | Linar Salimullin (URS) · 2-1       | 2          | =4.        | Bayram Şit (TUR) · 3-0               | 3          | =3.        | Myron Roderick (USA) · 3-0             | 4          | =2.        | Erkki Penttilä (FIN) · visszalépett | 4          | 2.         |                   |            |            | Joseph Mewis (BEL) · 3-0 | 5       | 1.      |             |
| Kaszahara Sigeru  | 67 kg       | David Schumacher (AUS) · kétvállas | 0          | =1.        | Jay Thomas Evans (USA) · 0-3       | 3          | =8.        | Juan Rolón (ARG) · kétvállas         | 3          | =5.        | Mario Tovar (MEX) · kétvállas          | 3          | =2.        | Imam-Ali Habibi (IRI) · 0-3         | 6          | 4.         |                   |            |            | erőnyerő                 | 6       | 2.      |             |
| Ikeda Micuo       | 73 kg       | Ernie Fischer (USA) · 3-0          | 1          | =5.        | Devi Singh (IND) · kétvállas       | 1          | =2.        | Vahtang Balavadze (URS) · 3-0        | 2          | =2.        | İbrahim Zengin (TUR) · 3-0             | 3          | 1.         |                                     |            |            |                   |            |            | erőnyerő                 | 3       | 1.      |             |
| Kazuo Katsuramoto | 79 kg       | Abbas Zandi (IRI) · 0-3            | 3          | =9.        | Nikola Sztancsev (BUL) · kétvállas | 3          | =5.        | erőnyerő                             | 3          | =3.        | İsmet Atlı (TUR) · 0-3                 | 6          | =5.        | kiesett                             | kiesett    | kiesett    |                   |            |            | kiesett                  | kiesett | kiesett | 5.          |
| Mitsuhiro Ohira   | 87 kg       | Adil Atan (TUR) · kétvállas        | 3          | =7.        | Veikko Lahti (FIN) · 2-1           | 4          | =6.        | Gholamreza Takhti (IRI) · kétvállas  | 7          | =8.        | kiesett                                | kiesett    | kiesett    | kiesett                             | kiesett    | kiesett    | kiesett           | kiesett    | kiesett    | kiesett                  | kiesett | kiesett | helyezetlen |
| Saburo Nakao      | +87 kg      | Ray Mitchell (AUS) · 1-2           | 2          | =7.        | erőnyerő                           | 2          | =3.        | Taisto Kangasniemi (FIN) · kétvállas | 5          | =6.        | kiesett                                | kiesett    | kiesett    | kiesett                             | kiesett    | kiesett    |                   |            |            | kiesett                  | kiesett | kiesett | helyezetlen |

## Evezés
| Versenyző | Versenyszám | Előfutam | Előfutam | Vigaszág | Vigaszág | Elődöntő | Elődöntő | Döntő   | Döntő   | Helyezés    |
| Versenyző | Versenyszám | Idő      | Hely.    | Idő      | Hely.    | Idő      | Hely.    | Idő     | Hely.   | Helyezés    |
| --- | ----------- | -------- | -------- | -------- | -------- | -------- | -------- | ------- | ------- | ----------- |
| Yozo Iwasaki Yasukuni Watanabe Sadahiro Sunaga Yoshiki Hiki Takashi Imamura Yasuhiko Takeda Masao Hara Junichi Kato Toshiji Eda (kormányos) | Nyolcas     | 6:11,8   | 2.       | erőnyerő | erőnyerő | 7:24,5   | 4.       | kiesett | kiesett | helyezetlen |

## Kerékpározás

### Országúti kerékpározás
| Versenyző    | Versenyszám   | Idő           | Helyezés      |
| ------------ | ------------- | ------------- | ------------- |
| Tetsuo Osawa | Mezőnyverseny | nem ért célba | nem ért célba |

### Pálya-kerékpározás
Időfutam
| Versenyző    | Versenyszám  | Idő    | Helyezés |
| ------------ | ------------ | ------ | -------- |
| Tetsuo Osawa | Férfi egyéni | 1:13,3 | 12.      |

## Kosárlabda
| Japán férfi kosárlabdacsapat-játékoskeret                                                        | Japán férfi kosárlabdacsapat-játékoskeret                                           |
| ------------------------------------------------------------------------------------------------ | ----------------------------------------------------------------------------------- |
| - Riichi Arai - Manabu Fujita - Kenichi Imaizumi - Takashi Itoyama - Hitoshi Konno - Nara Szecuo | - Tetsuro Noborisaka - Reizo Ohira - Shutaro Shoji - Takeo Sugiyama - Szaitó Hirosi |

### Eredmények
Csoportkör
A csoport
| Csapat                 | M | Gy | V | P+  | P–  | Pk   |
| ---------------------- | - | -- | - | --- | --- | ---- |
| Egyesült Államok (USA) | 3 | 3  | 0 | 320 | 122 | +198 |
| Fülöp-szigetek (PHI)   | 3 | 2  | 1 | 224 | 237 | –13  |
| Japán (JPN)            | 3 | 1  | 2 | 171 | 225 | –54  |
| Thaiföld (THA)         | 3 | 0  | 3 | 134 | 265 | –131 |

| 1956. november 23. | Egyesült Államok (USA) | 98 – 40 | Japán (JPN) |  |
| 1956. november 23. | (33–20)                |         |             |  |

| 1956. november 24. | Fülöp-szigetek (PHI) | 77 – 61 | Japán (JPN) |  |
| 1956. november 24. | (37–29)              |         |             |  |

| 1956. november 26. | Japán (JPN) | 70 – 50 | Thaiföld (THA) |  |
| 1956. november 26. | (66–23)     |         |                |  |

A 9–15. helyért
H csoport
| Csapat          | M | Gy | V | P+  | P–  | Pk  |
| --------------- | - | -- | - | --- | --- | --- |
| Kanada (CAN)    | 2 | 2  | 0 | 147 | 123 | +24 |
| Japán (JPN)     | 2 | 1  | 1 | 143 | 140 | +3  |
| Dél-Korea (KOR) | 2 | 0  | 2 | 130 | 157 | –27 |

| 1956. november 28. | Japán (JPN) | 83 – 67 | Dél-Korea (KOR) |  |
| 1956. november 28. | (36–23)     |         |                 |  |

| 1956. november 29. | Kanada (CAN) | 73 – 60 | Japán (JPN) |  |
| 1956. november 29. | (40–26)      |         |             |  |

A 9–12. helyért
| 1956. november 30. | Japán (JPN) | 82 – 61 | Kínai Köztársaság (ROC) |  |
| 1956. november 30. | (38–32)     |         |                         |  |

A 9. helyért
| 1956. december 1. | Kanada (CAN) | 75 – 60 | Japán (JPN) |  |
| 1956. december 1. | (39–34)      |         |             |  |

| Csapat      | Helyezés |
| ----------- | -------- |
| Japán (JPN) | 10.      |

## Labdarúgás
| Japán labdarúgócsapat-játékoskeret                                                                  | Japán labdarúgócsapat-játékoskeret                                                    |
| --------------------------------------------------------------------------------------------------- | ------------------------------------------------------------------------------------- |
| - Furukava Josio - Hiraki Rjúzó - Ivabucsi Iszao - Jaegasi Sigeo - Kobajasi Tadao - Ozava Micsihiro | - Ómura Vaicsiró - Szató Hiroaki - Takamori Jaszuo - Tokita Maszanori - Ucsino Maszao |

### Eredmények
Nyolcaddöntő
| 1956. november 27. 16:30 |

| Ausztrália                           | 2–0               | Japán |
| ------------------------------------ | ----------------- | ----- |
| McMillan 26' (11-esből) Loughran 61' | (1–0) Jegyzőkönyv |       |

| Melbourne Nézőszám: 3568 Játékvezető: Reginald Lund (új-zélandi) |

| Csapat      | Helyezés |
| ----------- | -------- |
| Japán (JPN) | =9.      |

## Lovaglás
megjegyzés: A lovas versenyszámokat a svédországi Stockholmban rendezték meg a szigorú ausztrál állat-egészségügyi szabályok miatt.
Díjugratás
| Versenyző        | Ló        | Versenyszám | 1. forduló | 1. forduló | 2. forduló | 2. forduló | Összesen | Összesen |
| Versenyző        | Ló        | Versenyszám | Pont       | Hely.      | Pont       | Hely.      | Pont     | Helyezés |
| ---------------- | --------- | ----------- | ---------- | ---------- | ---------- | ---------- | -------- | -------- |
| Koichi Kawaguchi | Fuji      | Egyéni      | 28,00      | 32.        | 24,00      | =26.       | 52,00    | 26.      |
| Kunihiro Ohta    | Eforegiot | Egyéni      | 20,00      | =20.       | 34,25      | 38.        | 54,25    | 31.      |

## Műugrás
Férfi
| Versenyző   | Versenyszám        | Selejtező | Selejtező | Döntő   | Döntő   | Döntő    |
| Versenyző   | Versenyszám        | Pont      | Helyezés  | Pont    | Össz.   | Helyezés |
| ----------- | ------------------ | --------- | --------- | ------- | ------- | -------- |
| Yutaka Baba | Egyéni műugrás     | 77,77     | 10.       | 49,10   | 126,87  | 12.      |
| Yutaka Baba | Egyéni toronyugrás | 70,76     | 10.       | 52,93   | 123,69  | 11.      |
| Ryo Mabuchi | Egyéni toronyugrás | 69,76     | 11.       | 50,44   | 120,20  | 12.      |
| Ryo Mabuchi | Egyéni műugrás     | 70,82     | 18.       | kiesett | kiesett | kiesett  |

Női
| Versenyző             | Versenyszám        | Selejtező | Selejtező | Döntő   | Döntő   | Döntő    |
| Versenyző             | Versenyszám        | Pont      | Helyezés  | Pont    | Össz.   | Helyezés |
| --------------------- | ------------------ | --------- | --------- | ------- | ------- | -------- |
| Hirosze-Kavai Hacuko  | Egyéni műugrás     | 56,02     | 16.       | kiesett | kiesett | kiesett  |
| Hirosze-Kavai Hacuko  | Egyéni toronyugrás | 46,15     | 12.       | 23,56   | 69,71   | 11.      |
| Cutani-Mabucsi Kanoko | Egyéni toronyugrás | 48,45     | 10.       | 22,50   | 70,95   | 10.      |
| Cutani-Mabucsi Kanoko | Egyéni műugrás     | 63,99     | 6.        | 39,13   | 103,12  | 8.       |

## Ökölvívás
| Versenyző         | Versenyszám | 32-es főtábla             | Nyolcaddöntő               | Negyeddöntő               | Elődöntő          | Döntő             | Helyezés |
| Versenyző         | Versenyszám | Ellenfél Eredmény         | Ellenfél Eredmény          | Ellenfél Eredmény         | Ellenfél Eredmény | Ellenfél Eredmény | Helyezés |
| ----------------- | ----------- | ------------------------- | -------------------------- | ------------------------- | ----------------- | ----------------- | -------- |
| Kenji Yonekura    | Légsúly     | erőnyerő                  | Phajol Muangson (THA) · GY | René Libeer (FRA) · V     | kiesett           | kiesett           | 5.       |
| Shinichiro Suzuki | Pehelysúly  | erőnyerő                  | Ye Chit (BIR) · GY         | Thomas Nicholls (GBR) · V | kiesett           | kiesett           | 5.       |
| Isimaru Tosihito  | Könnyűsúly  | Thomas Donovan (NZL) · GY | Anatolij Lagetko (URS) · V | kiesett                   | kiesett           | kiesett           | 9.       |

## Sportlövészet
Férfi
| Versenyző         | Versenyszám           | Döntő | Döntő    |
| Versenyző         | Versenyszám           | Pont  | Helyezés |
| ----------------- | --------------------- | ----- | -------- |
| Choji Hosaka      | Gyorstüzelő pisztoly  | 563   | 15.      |
| Choji Hosaka      | Szabadpisztoly        | 550   | 4.       |
| Yoshihide Ueda    | Szabadpisztoly        | 526   | 17.      |
| Yoshihide Ueda    | Gyorstüzelő pisztoly  | 521   | 31.      |
| Inokuma Jukio     | Sportpuska, fekvő     | 594   | 24.      |
| Inokuma Jukio     | Sportpuska, összetett | 1110  | 36.      |
| Tomokazu Maruyama | Sportpuska, összetett | 1085  | 40.      |
| Tomokazu Maruyama | Sportpuska, fekvő     | 584   | 43.      |
| Tokusaburo Iwata  | Trap                  | 155   | 23.      |
| Ujitoshi Konomi   | Trap                  | 140   | 30.      |

## Súlyemelés
| Versenyző           | Versenyszám | Nyomás   | Nyomás   | Szakítás | Szakítás | Lökés    | Lökés    | Összesen | Helyezés |
| Versenyző           | Versenyszám | Eredmény | Helyezés | Eredmény | Helyezés | Eredmény | Helyezés | Összesen | Helyezés |
| ------------------- | ----------- | -------- | -------- | -------- | -------- | -------- | -------- | -------- | -------- |
| Furujama Jukio      | 56 kg       | 90,0     | =5.      | 87,5     | 8.       | 125,0    | 6.       | 302,5    | 8.       |
| Yoshio Nanbu        | 56 kg       | 87,5     | =7.      | 97,5     | 4.       | 120,0    | 7.       | 305,0    | 6.       |
| Takahiro Yamaguchi  | 60 kg       | 92,5     | =9.      | 92,5     | =11.     | 125,0    | =7.      | 310,0    | 10.      |
| Hiroyoshi Shiratori | 60 kg       | 97,5     | 8.       | 100,0    | =4.      | 127,5    | =3.      | 325,0    | 5.       |
| Kenji Onuma         | 67,5 kg     | 110,0    | =5.      | 110,0    | =4.      | 147,5    | 3.       | 367,5    | 4.       |

## Torna
Férfi
| Versenyző                                                                              | Versenyszám      | Döntő    | Döntő    |
| Versenyző                                                                              | Versenyszám      | Pontszám | Helyezés |
| -------------------------------------------------------------------------------------- | ---------------- | -------- | -------- |
| Aihara Nobujuki                                                                        | Talaj            | 19,10    | =        |
| Aihara Nobujuki                                                                        | Ugrás            | 18,10    | =41.     |
| Aihara Nobujuki                                                                        | Korlát           | 18,90    | =6.      |
| Aihara Nobujuki                                                                        | Nyújtó           | 18,55    | 27.      |
| Aihara Nobujuki                                                                        | Gyűrű            | 19,05    | =5.      |
| Aihara Nobujuki                                                                        | Lólengés         | 18,75    | =12.     |
| Aihara Nobujuki                                                                        | Egyéni összetett | 112,45   | 10.      |
| Cukavaki Sinszaku                                                                      | Talaj            | 18,70    | =10.     |
| Cukavaki Sinszaku                                                                      | Ugrás            | 18,45    | =19.     |
| Cukavaki Sinszaku                                                                      | Korlát           | 18,85    | =8.      |
| Cukavaki Sinszaku                                                                      | Nyújtó           | 18,75    | =13.     |
| Cukavaki Sinszaku                                                                      | Gyűrű            | 19,00    | =7.      |
| Cukavaki Sinszaku                                                                      | Lólengés         | 18,45    | =22.     |
| Cukavaki Sinszaku                                                                      | Egyéni összetett | 112,20   | 12.      |
| Kóno Akira                                                                             | Talaj            | 18,50    | =16.     |
| Kóno Akira                                                                             | Ugrás            | 18,30    | =33.     |
| Kóno Akira                                                                             | Korlát           | 18,70    | =16.     |
| Kóno Akira                                                                             | Nyújtó           | 18,75    | =13.     |
| Kóno Akira                                                                             | Gyűrű            | 18,70    | =15.     |
| Kóno Akira                                                                             | Lólengés         | 18,60    | 20.      |
| Kóno Akira                                                                             | Egyéni összetett | 111,55   | 16.      |
| Kubota Maszami                                                                         | Talaj            | 18,70    | =10.     |
| Kubota Maszami                                                                         | Ugrás            | 18,30    | =33.     |
| Kubota Maszami                                                                         | Korlát           | 19,15    |          |
| Kubota Maszami                                                                         | Nyújtó           | 18,60    | =25.     |
| Kubota Maszami                                                                         | Gyűrű            | 19,10    | =        |
| Kubota Maszami                                                                         | Lólengés         | 18,65    | =16.     |
| Kubota Maszami                                                                         | Egyéni összetett | 112,50   | =8.      |
| Ono Takasi                                                                             | Talaj            | 18,75    | =8.      |
| Ono Takasi                                                                             | Ugrás            | 18,50    | =16.     |
| Ono Takasi                                                                             | Korlát           | 19,10    | =        |
| Ono Takasi                                                                             | Nyújtó           | 19,60    |          |
| Ono Takasi                                                                             | Gyűrű            | 19,05    | =5.      |
| Ono Takasi                                                                             | Lólengés         | 19,20    |          |
| Ono Takasi                                                                             | Egyéni összetett | 114,20   |          |
| Takemoto Maszao                                                                        | Talaj            | 18,50    | =16.     |
| Takemoto Maszao                                                                        | Ugrás            | 18,65    | 6.       |
| Takemoto Maszao                                                                        | Korlát           | 19,10    | =        |
| Takemoto Maszao                                                                        | Nyújtó           | 19,30    |          |
| Takemoto Maszao                                                                        | Gyűrű            | 19,10    | =        |
| Takemoto Maszao                                                                        | Lólengés         | 18,90    | =7.      |
| Takemoto Maszao                                                                        | Egyéni összetett | 113,55   | 4.       |
| Aihara Nobujuki Cukavaki Sinszaku Kóno Akira Kubota Maszami Ono Takasi Takemoto Maszao | Csapat összetett | 566,40   |          |

Női
| Versenyző                                                                                 | Versenyszám      | Döntő    | Döntő    |
| Versenyző                                                                                 | Versenyszám      | Pontszám | Helyezés |
| ----------------------------------------------------------------------------------------- | ---------------- | -------- | -------- |
| Mitsuka Ikeda                                                                             | Talaj            | 18,233   | =18.     |
| Mitsuka Ikeda                                                                             | Ugrás            | 18,066   | =30.     |
| Mitsuka Ikeda                                                                             | Felemás korlát   | 18,166   | =22.     |
| Mitsuka Ikeda                                                                             | Gerenda          | 17,433   | =39.     |
| Mitsuka Ikeda                                                                             | Egyéni összetett | 71,900   | 23.      |
| Kyoko Kubota                                                                              | Talaj            | 17,966   | =35.     |
| Kyoko Kubota                                                                              | Ugrás            | 17,566   | =50.     |
| Kyoko Kubota                                                                              | Felemás korlát   | 17,533   | 42.      |
| Kyoko Kubota                                                                              | Gerenda          | 18,066   | 20.      |
| Kyoko Kubota                                                                              | Egyéni összetett | 71,133   | 34.      |
| Shizuko Sakashita                                                                         | Talaj            | 18,166   | =22.     |
| Shizuko Sakashita                                                                         | Ugrás            | 17,500   | 54.      |
| Shizuko Sakashita                                                                         | Felemás korlát   | 17,700   | =38.     |
| Shizuko Sakashita                                                                         | Gerenda          | 18,133   | =16.     |
| Shizuko Sakashita                                                                         | Egyéni összetett | 71,500   | 29.      |
| Suzuko Seki                                                                               | Talaj            | 17,966   | =35.     |
| Suzuko Seki                                                                               | Ugrás            | 17,866   | =42.     |
| Suzuko Seki                                                                               | Felemás korlát   | 17,666   | 41.      |
| Suzuko Seki                                                                               | Gerenda          | 17,500   | =36.     |
| Suzuko Seki                                                                               | Egyéni összetett | 71,000   | 35.      |
| Kazuko Sogabe                                                                             | Talaj            | 18,133   | =25.     |
| Kazuko Sogabe                                                                             | Ugrás            | 18,133   | =23.     |
| Kazuko Sogabe                                                                             | Felemás korlát   | 17,400   | 45.      |
| Kazuko Sogabe                                                                             | Gerenda          | 18,166   | =13.     |
| Kazuko Sogabe                                                                             | Egyéni összetett | 71,833   | 24.      |
| Tanaka-Ikeda Keiko                                                                        | Talaj            | 18,566   | =4.      |
| Tanaka-Ikeda Keiko                                                                        | Ugrás            | 18,233   | =16.     |
| Tanaka-Ikeda Keiko                                                                        | Felemás korlát   | 18,300   | 17.      |
| Tanaka-Ikeda Keiko                                                                        | Gerenda          | 18,000   | =21.     |
| Tanaka-Ikeda Keiko                                                                        | Egyéni összetett | 73,100   | 13.      |
| Mitsuka Ikeda Kyoko Kubota Shizuko Sakashita Suzuko Seki Kazuko Sogabe Tanaka-Ikeda Keiko | Csapat összetett | 433,653  | 6.       |

| Versenyző                                                                                 | Versenyszám              | Döntő      | Döntő    | Döntő    |
| Versenyző                                                                                 | Versenyszám              | Eszköz     | Pontszám | Helyezés |
| ----------------------------------------------------------------------------------------- | ------------------------ | ---------- | -------- | -------- |
| Mitsuka Ikeda Kyoko Kubota Shizuko Sakashita Suzuko Seki Kazuko Sogabe Tanaka-Ikeda Keiko | Csapat kéziszergyakorlat | nincs adat | 73,20    | 6.       |

## Úszás
Férfi
| Versenyző                                                              | Versenyszám          | Előfutam | Előfutam | Előfutam | Elődöntő | Elődöntő | Elődöntő | Döntő   | Döntő    |
| Versenyző                                                              | Versenyszám          | Idő      | Hely.    | Össz.    | Idő      | Hely.    | Össz.    | Idő     | Helyezés |
| ---------------------------------------------------------------------- | -------------------- | -------- | -------- | -------- | -------- | -------- | -------- | ------- | -------- |
| Manabu Koga                                                            | 100 m gyors          | 57,7     | 1.       | 5.       | 58,1     | 6.       | 10.*     | kiesett | kiesett  |
| Szuzuki Hirosi                                                         | 100 m gyors          | 58,4     | 3.       | 12.*     | 58,0     | 5.       | 9.       | kiesett | kiesett  |
| Atsushi Tani                                                           | 100 m gyors          | 57,1     | 2.       | 2.       | 57,4     | 3.       | 6.       | 58,0    | 7.       |
| Yoshiro Noda                                                           | 400 m gyors          | 4:49,9   | 4.       | 27.      |          |          |          | kiesett | kiesett  |
| Koji Nonoshita                                                         | 400 m gyors          | 4:37,4   | 2.       | 7.       |          |          |          | 4:38,2  | 7.       |
| Jamanaka Cujosi                                                        | 400 m gyors          | 4:31,8   | 2.       | 2.       |          |          |          | 4:30,4  |          |
| Jamanaka Cujosi                                                        | 1500 m gyors         | 18:04,3  | 2.       | 3.       |          |          |          | 18:00,3 |          |
| Aoki Jukijosi                                                          | 1500 m gyors         | 18:36,0  | 2.       | 6.       |          |          |          | 18:38,3 | 7.       |
| Seizaburo Yagi                                                         | 1500 m gyors         | 18:57,3  | 3.       | 9.       |          |          |          | kiesett | kiesett  |
| Keiji Hase                                                             | 100 m hát            | 1:06,3   | 3.       | 10.      | 1:06,5   | 6.       | 9.**     | kiesett | kiesett  |
| Hideo Ninomiya                                                         | 100 m hát            | 1:09,2   | 6.       | 21.      | kiesett  | kiesett  | kiesett  | kiesett | kiesett  |
| Tomita Kazuo                                                           | 100 m hát            | 1:06,4   | 2.       | 11.*     | 1:06,5   | 5.       | 9.**     | kiesett | kiesett  |
| Furukava Maszaru                                                       | 200 m mell           | 2:36,1   | 1.       | 1.       |          |          |          | 2:34,7  |          |
| Josimura Maszahiro                                                     | 200 m mell           | 2:38,6   | 1.       | 3.       |          |          |          | 2:36,7  |          |
| Isimoto Takasi                                                         | 200 m pillangó       | 2:24,2   | 1.       | 3.       |          |          |          | 2:23,8  |          |
| Manabu Koga Atsushi Tani Koji Nonoshita Jamanaka Cujosi Szuzuki Hirosi | 4 × 200 m gyorsváltó | 8:37,9   | 1.       | 1.       |          |          |          | 8:36,6  | 4.       |

Női
| Versenyző                                        | Versenyszám          | Előfutam | Előfutam | Előfutam | Elődöntő | Elődöntő | Elődöntő | Döntő   | Döntő    |
| Versenyző                                        | Versenyszám          | Idő      | Hely.    | Össz.    | Idő      | Hely.    | Össz.    | Idő     | Helyezés |
| ------------------------------------------------ | -------------------- | -------- | -------- | -------- | -------- | -------- | -------- | ------- | -------- |
| Hitomi Jinno                                     | 100 m gyors          | 1:08,8   | 6.       | 23.**    | kiesett  | kiesett  | kiesett  | kiesett | kiesett  |
| Yoshiko Sato                                     | 100 m gyors          | 1:10,3   | 6.       | 30.*     | kiesett  | kiesett  | kiesett  | kiesett | kiesett  |
| Setsuko Shimada                                  | 100 m gyors          | 1:11,8   | 6.       | 33.      | kiesett  | kiesett  | kiesett  | kiesett | kiesett  |
| Yukiko Otaka                                     | 400 m gyors          | 5:28,7   | 7.       | 22.      |          |          |          | kiesett | kiesett  |
| Eiko Wada                                        | 400 m gyors          | 5:27,2   | 7.       | 20.      |          |          |          | kiesett | kiesett  |
| Hitomi Jinno Eiko Wada Yoshiko Sato Yukiko Otaka | 4 × 100 m gyorsváltó | 4:35,8   | 5.       | 9.       |          |          |          | kiesett | kiesett  |

* - egy másik versenyzővel azonos időt ért el

** - két másik versenyzővel azonos időt ért el

## Vívás
Férfi
| Versenyző     | Versenyszám       | Csoportkör | Csoportkör       | Csoportkör | Csoportkör  | Csoportkör        | Csoportkör | Csoportkör        | Csoportkör | Helyezés    |
| Versenyző     | Versenyszám       | 1. kör | 1. kör           | Negyeddöntő | Negyeddöntő | Elődöntő          | Elődöntő   | Döntő             | Döntő      | Helyezés    |
| Versenyző     | Versenyszám       | Ellenfél Eredmény | Hely.            | Ellenfél Eredmény | Hely.       | Ellenfél Eredmény | Hely.      | Ellenfél Eredmény | Hely.      | Helyezés    |
| ------------- | ----------------- | --- | ---------------- | --- | ----------- | ----------------- | ---------- | ----------------- | ---------- | ----------- |
| Masayuki Sano | Tőr, egyéni       | |                  | 1. csoport · Gyuricza József (HUN) · 0-5 · Jurij Rudov (URS) · 2-5 · Antonio Spallino (ITA) · 0-5 · Harold Goldsmith (USA) · 0-5 · Benito Ramos (MEX) · 2-5 · Pablo Uribe (COL) · 4-5 · Allan Jay (GBR) · nem vívtak | 8.          | kiesett           | kiesett    | kiesett           | kiesett    | helyezetlen |
| Masayuki Sano | Párbajtőr, egyéni | 2. csoport · Berndt-Otto Rehbinder (SWE) · 0-5 · Günter Stratmann (EUA) · 0-5 · Ivan Lund (AUS) · 0-5 · Jacques Debeur (BEL) · 0-5 · Revaz Tsirek'idze (URS) · 0-5 · Siha Sukarno (INA) · 0-5 · Emiliano Camargo (COL) · 0-5                                                               | 8.               | kiesett | kiesett     | kiesett           | kiesett    | kiesett           | kiesett    | helyezetlen |
| Masayuki Sano | Kard, egyéni      | 1. csoport · Luigi Narduzzi (ITA) · nincs adat · Teodoro Goliardi (URU) · nincs adat · George Worth (USA) · nincs adat · Benito Ramos (MEX) · nincs adat · Sandor Szoke (AUS) · nincs adat · Összesítés: 1GY-4V (10-22) · Rájátszás: · Sandor Szoke (AUS) · 5-2 · Benito Ramos (MEX) · 1-5 | 5. Rájátszás: 2. | kiesett | kiesett     | kiesett           | kiesett    | kiesett           | kiesett    | helyezetlen |